# La Cabeza de Béjar
La Cabeza de Béjar település Spanyolországban, Salamanca tartományban. La Cabeza de Béjar Fuentes de Béjar, Guijo de Ávila, Santibáñez de Béjar és Nava de Béjar községekkel határos. Lakosainak száma 60 fő (2024).

## Népesség
A település népessége az elmúlt években az alábbi módon változott:
| Lakosok száma | 108  | 89   | 99   | 85   | 95   | 85   | 72   | 62   | 57   | 60   |
|               | 2001 | 2004 | 2007 | 2009 | 2012 | 2014 | 2017 | 2019 | 2022 | 2024 |